# Ama Lur
Ama Lur, o Amalur (Madre Terra in basco), è un'importante divinità della mitologia basca. È considerata la madre delle divinità del sole (Eki o Eguzki) e della luna (Ile o Ilargi).
Non è chiaro se sia una creazione moderna, basata su leggende autentiche, oppure una vera credenza antica.
Se antica, sarebbe comunque chiaramente derivata dalla figura della Dea Mari, la divinità femminile suprema del pantheon basco, moglie del Dio Sugaar e simbolicamente rappresentante le forze ctonie e creatrici della terra. Al suo culto erano associate leggende e ritualità relative al tempo atmosferico ed alle greggi.
È attualmente usato come raro nome femminile in Spagna.